# Лесько Василь Прокопович
Василь Прокопович Лесько (1 січня 1933, село Кам'янка, тепер Житомирська область — ?) — український радянський діяч, новатор виробництва, машиніст обертової печі Здолбунівського цементно-шиферного комбінату Рівненської області. Депутат Верховної Ради УРСР 6—7-го скликань.

## Біографія
Закінчив сільську семирічну школу на Житомирщині та ремісниче училище у місті Здолбунові Рівненської області. Член ВЛКСМ.
Трудову діяльність розпочав машиністом обертової печі Нижньотагільського цементного заводу РРФСР. Служив у Радянській армії.
З 1960-х років — машиніст обертової печі Здолбунівського цементно-шиферного комбінату Рівненської області. Одним із перших в СРСР засвоїв проектну потужність 170-метрової обертової печі. Ударник комуністичної праці, машиніст-інструктор школи передового досвіду випалювання клінкеру.
Закінчив вечірню школу робітничої молоді.
Потім — на пенсії у місті Здолбунові Рівненської області.

## Нагороди
- орден Леніна
- орден «Знак Пошани»
- медалі
- значок «Відмінник соціалістичного змагання УРСР»